# Vladimir Beekman
Vladimir Beekman (* 23. August 1929 in Tallinn; † 3. Oktober 2009 ebenda) war ein estnischer Schriftsteller und Literaturübersetzer.

## Leben
Vladimir Beekman besuchte Schulen im heutigen Tallinner Stadtteil Nõmme und in Narva und machte sein Abitur in Tallinn. Er schloss 1953 das Polytechnische Institut in Tallinn (heute Technische Universität Tallinn) als Chemieingenieur ab. 1959 trat er der KPdSU bei.
1956 begann Beekman, als hauptberuflicher Schriftsteller und Kulturfunktionär der Estnischen Sozialistischen Sowjetrepublik zu arbeiten. Von 1968 bis 1971 war er Sekretär des Vorstands im Schriftstellerverband der Estnischen SSR, von 1971 bis 1976 dessen Erster Sekretär und von 1983 bis 1995 dessen Vorsitzender.
Vladimir Beekman war ein recht produktiver estnischer Schriftsteller der zweiten Hälfte des 20. Jahrhunderts. Er ist bekannt für seine Gedichte, Romane, Reiseerzählungen und Kinderbücher. Daneben hat er zahlreiche Werke aus dem Russischen, Deutschen, Niederländischen und Schwedischen ins Estnische übersetzt, unter anderem die Bücher von Astrid Lindgren, Selma Lagerlöf, Annie M.G. Schmidt und Otfried Preußler und Joachim Hoffmanns Sachbuch „Die Tragödie der 'Russischen Befreiungsarmee' 1944/45. Wlassow gegen Stalin“.
Vladimir Beekman war mit der estnischen Schriftstellerin Aimée Beekman (* 1933) verheiratet.

## Wichtigste Werke

### Gedichtanthologien
- "Laul noorusest" (1952)
- "Tuul kanarbikus" (1958)
- "Sinine tulp" (1965)
- "Rüsinatund" (1971)
- "Pühvliluht" (1974, Auswahlsammlung)

### Lyrik
- "Laul noorusest" (1952)
- "Tee ellu" (1955)
- "Linnutee" (1960)
- "Ida-Euroopa valgus" (1963)

### Romane
- "Kurbade kivide linn" (1966)
- "Transiitreisija" (1967; deutsch "Der Transitreisende", 1975)
- "Öölendurid" (1975)
- "Eesli aasta" (1979)
- "Ja sada surma" (1978)
- "Koridor" (1982)
- "Kodutute kodu" (1985)
- "Narva kosk" (1986)

### Reiseerzählungen
- "Island 1958" (1959)
- "Sügis Rootsi Kuningriigis" (1960)
- "Kauge maa - Brasiilia" (1963)
- "Vahemaandumised" (1972)
- "Mehhiko - päikesekivi maa" (1975)
- "Maakera kuklapoolel" (1977)

### Kinderbücher
- "Aatomik" (1959)
- "Pea püsti, poisid" (1961)
- "Kõnelev kaaslane" (1961)
- "Aatomik ja Küberneetiline Karu" (1968)
- "Raua-Roobert" (1972)
- "Aatomiku juhtumused" (1974)

### Übersetzungen ins Deutsche
- "Der Transitreisende". Aus dem Russischen übersetzt von Günter Jäniche. Berlin und Weimar: Aufbau-Verlag 1975. 283 S. (bb 326)
- Ferner verstreut einige Gedichte in der Zeitschrift Sowjetliteratur (8/1972, 11/1972, 6/1980, 11/1982)[1]